# DTP-vaccin
Het DTP-vaccin is een vaccin dat ofwel bescherming biedt tegen difterie (D), tetanus (T) en polio (P) ofwel tegen difterie (D), tetanus (T) en pertussis (P).  

## Difterie/tetanus/polio
Het wordt vaak aan kinderen gegeven in het kader van vaccinatieprogramma's. Het bestaat onder meer uit anatoxines (onschadelijk gemaakte toxines) en geïnactiveerd poliovirus.
Inenting tegen difterie, tetanus en polio maakt al in de babytijd deel uit van het rijksvaccinatieprogramma. Wanneer bescherming tegen deze ziekte bij zuigelingen wordt gecombineerd met kinkhoest, Haemophilus influenzae (Hib) en hepatitis B (HepB) zodat dan gesproken wordt van DKTP-Hib-HepB. Aan oudere kinderen wordt het DTP-vaccin ook aangeboden, en aan reizigers wordt door de Nederlandse Gemeentelijke gezondheidsdienst vaak – onder meer – DTP geadviseerd.
Het vaccin kan bijwerkingen hebben op de plaats van injectie. Contra-indicaties zijn overgevoeligheid voor een van de bestanddelen of een acute infectieziekte.

### Samenstelling
- difterieanatoxine > 5 IE/cc
- tetanusanatoxine > 20 IE/cc
- geïnactiveerd poliovirus type 1, type 2 en type 3.
- aluminiumhydroxide, 2-fenoxyethanol en formaldehyde (o.a. conserveermiddelen).
- Het kan sporen bevatten van antibiotica.

## Difterie/tetanus/pertussis
Het vaccin dat in België gebruikt wordt beschermt tegen difterie (D), tetanus (T) en pertussis (P). Vaak wordt in België het letterwoord dipete gebruikt: difterie, pertussis en tetanus. In Nederland wordt voor dit vaccin doorgaans de term DKT-vaccin gebruikt, en wordt dit vaccin als '22 wekenprik' aan zwangere vrouwen aangeboden.